# 一师范西校区站
一师范西校区站位于中华人民共和国湖南省长沙市岳麓区梅溪湖街道东方红路与纳秋路交叉口地下，是长沙地铁6号线的地铁车站，2022年6月28日开通。

## 车站周边
- 长沙高新区东方红小学
- 湖南省歌舞剧院
- 长沙市口腔医院
- 湖南第一师范学院
- 湖南涉外经济学院
- 杨梅公园